# Guillermo Cerda
Guillermo Cerda Martínez (Città del Messico, 13 febbraio 1984) è un ex calciatore messicano, di ruolo difensore.